# Ярополк Святославич
Яропо́лк Святосла́вич (д.-рус. Ѩропо́лкъ Свѧтосла́вичъ; 955[джерело?] — 11 червня 978) — князь із династії Рюриковичів. Великий князь київський (972-978), правитель Київської Русі. Старший син київського князя Святослава Хороброго. Онук і вихованець княгині Ольги. Після смерті батька вів міжусобну війну з братами — деревлянським князем Олегом і новгородським князем Володимиром. 977 року захопив Деревлянську землю, вбивши Олега. Того ж року завоював Новгород, вигнав Володимира і став князем новгородським (977-978). Проте наступного року, після повернення брата із варягами, втратив і Новгород, і Київ. Загинув під час переговорів у Родені на Росі від рук варягів Володимира. У західній традиції — Яропо́лк І. Прихильно ставився до християн, що проживали на території Русі.

## Біографія

### Молодість
Під час батькових походів виховувався бабусею Ольгою.
969 року батько Святослав поставив Ярополка київським удільним князем. Сам Святослав планував правити державою з Переяславця на Дунаї. Як повідомляє «Історія Польщі» Яна Длугоша, що, можливо, спиралася на Перемишльський звід, Ярополк мусив задовільнитися цим і не втручатися у справи сусідів. Цю версію вважали достовірною історики Микола Карамзін, Євген Перфецький, Михайло Тихомиров, Юрій Лимонов, Олексій Шахматов, Леонтій Войтович. Її заперечував лише Констянтин Бестужев-Рюмін.
За вплив на Ярополка боролися язичники і християни із супроводу княгині Ольги. Як зазначає Іоакимів літопис: «Ярополк же бе муж кроткий и милостивый ко всем, любляще христианы и асче сам не крестися народа ради, но никому не претяше». З часом перевагу в оточенні Ярополка здобули язичники — воєвода Свенельд та батькові ветерани. Вони підштовхнули Ярополка до майбутньої боротьби з братами за владу.
По смерті Святослава 972 року Ярополк перебрав верховну владу над Русю.

### Контакти із Заходом
Оскільки від часів Святослава тривала ворожнеча із Візантією, Ярополк підтримував зв'язки із її противниками у Західній Європі. Зокрема, Ламберт Ашаффенбурзький повідомляє, що 973 року посли Ярополка прибули до імператора Оттона І й взяли участь у Рейхстазі в Кведлінбурзі, Саксонія. 979 року посли від Папи Римського приїздили до Києва. Леонід Войтович вбачає в цьому симптоматичне повернення до політики княгині Ольги.

### Міжусобиці й загибель

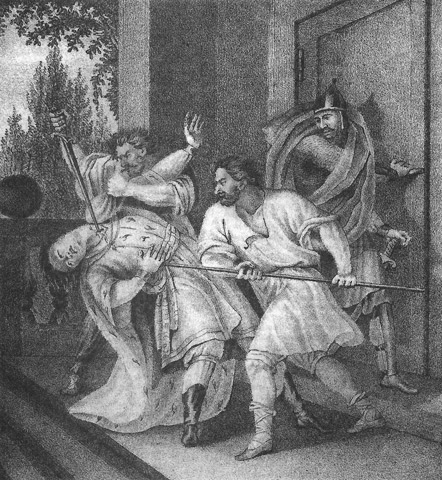
Вбивство Ярополка

Бажаючи об'єднати всю Русь під своєю владою, Ярополк вів боротьбу з братами: 977 року, перемігши Олега, який загинув при штурмі стольного града деревлян Вручия, приєднав Деревлянську землю, і одразу ж захопив Новгород, прогнавши Володимира, який, проте, за допомогою варягів 979 року повернув собі Новгород, а згодом здобув Київ.
Ярополк відступив до Роденя, де був убитий з відома Володимира. Дата смерті записана сучасником князя — християнським літописцем. На думку Леоніда Войтовича, це є побіжним свідченням хрещення самого Ярополка. Ймовірно, київського князя поховали за напівхристиянським обрядом у кургані, розташованому в урочищі Королевино біля Таганчі, в околицях Роденя (сучасна Черкаська область, Канівський район).
1044 року останки Ярополка перенесли до Десятинної церкви за наказом Ярослава Мудрого. Леонтій Войтович вважає, що гробниця Ярополка в цій церкві могла бути кенотафом, оскільки не личило ховати призвідця братовбивчої війни 977-978 років поруч із його жертвою Олегом та братом Володимиром. Крім того, сам Ярослав Мудрий був вихованцем воєводи Блуда, одного з винуватців загибелі князя Ярополка.

## Сім'я
- Батько: Святослав (?—972), великий князь київський (945—972)
- Мати: Предслава, угорка
- Брати:
  - Олег Святославич (?—977), князь древлянський (970—977)
  - Володимир (963? —1015), князь новгородський (970—980), великий князь київський (980—1015)

### Родовід
|  |                                       |  |  |  |  |  |  |  |  |  |  |  |  |  |  |  |
|  | 4. Ігор, князь київський              |  |  |  |  |  |  |  |  |  |  |  |  |  |  |  |
|  |                                       |  |  |  |  |  |  |  |  |  |  |  |  |  |  |  |
|  |                                       |  |  |  |  |  |  |  |  |  |  |  |  |  |  |  |
|  | 2. Святослав, великий князь київський |  |  |  |  |  |  |  |  |  |  |  |  |  |  |  |
|  |                                       |  |  |  |  |  |  |  |  |  |  |  |  |  |  |  |
|  |                                       |  |  |  |  |  |  |  |  |  |  |  |  |  |  |  |
|  | 5. Ольга, княгиня київська            |  |  |  |  |  |  |  |  |  |  |  |  |  |  |  |
|  |                                       |  |  |  |  |  |  |  |  |  |  |  |  |  |  |  |
|  |                                       |  |  |  |  |  |  |  |  |  |  |  |  |  |  |  |
|  | 1. Ярополк, великий князь київський   |  |  |  |  |  |  |  |  |  |  |  |  |  |  |  |
|  |                                       |  |  |  |  |  |  |  |  |  |  |  |  |  |  |  |
|  |                                       |  |  |  |  |  |  |  |  |  |  |  |  |  |  |  |
|  | 6. Такшонь, Князь Угорщини            |  |  |  |  |  |  |  |  |  |  |  |  |  |  |  |
|  |                                       |  |  |  |  |  |  |  |  |  |  |  |  |  |  |  |
|  |                                       |  |  |  |  |  |  |  |  |  |  |  |  |  |  |  |
|  | 3. Предслава, угорка                  |  |  |  |  |  |  |  |  |  |  |  |  |  |  |  |
|  |                                       |  |  |  |  |  |  |  |  |  |  |  |  |  |  |  |
|  |                                       |  |  |  |  |  |  |  |  |  |  |  |  |  |  |  |
|  | 7. невідомо                           |  |  |  |  |  |  |  |  |  |  |  |  |  |  |  |
|  |                                       |  |  |  |  |  |  |  |  |  |  |  |  |  |  |  |
|  |                                       |  |  |  |  |  |  |  |  |  |  |  |  |  |  |  |

## Вшанування пам'яті
Провулок Князя Ярополка Святославича у місті Київ